# جمبر خورد
جمبر خورد (به انگلیسی: Jamber) یک شهر در پاکستان است که در پنجاب واقع شده‌است.